# Mary Ann Nichols
Mary Ann Nichols, nascida Mary Ann Walker, (Londres, 26 de agosto de 1845 - Londres, 31 de agosto de 1888) foi a primeira vítima canônica do assassino em série não identificado conhecido como Jack, o Estripador, que se acredita ter assassinado e mutilado pelo menos cinco mulheres nos distritos londrinos de Whitechapel e Spitalfields, do final de agosto ao início de novembro de 1888.
É improvável que os dois homicídios anteriores ligados ao assassino de Whitechapel tenham sido cometidos por Jack, o Estripador, embora a morte de Mary Ann Nichols tenha sido inicialmente relacionada a esta série, aumentando tanto o interesse da imprensa quanto do público na atividade criminosa e nas condições gerais de vida dos habitantes do East End de Londres.

## Morte

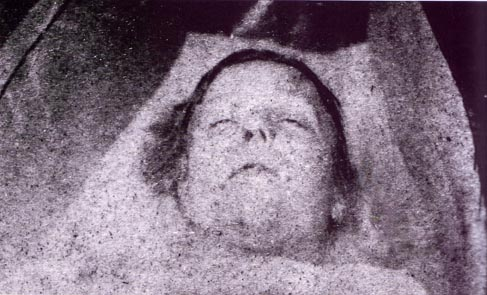
Fotografia mortuária de Mary Ann Nichols.

O corpo de Nichols foi descoberto aproximadamente às 3h40, no terreno em frente à entrada de um estábulo em Buck's Row (hoje Durward Street). Sua garganta sofreu dois cortes profundos e a parte posterior do abdômen foi parcialmente arrancada por um golpe intenso e irregular. Havia também diversas incisões pelo abdômen e três ou quatro cortes similares no lado direito causados pela mesma faca. Nichols foi descrita como tendo uma aparência bem mais jovem do que seus 43 anos sugeriam. Media 1,57m de altura l, tinha olhos castanhos e cabelos castanhos a grisalhos.